# Patricia demylus
Patricia demylus är en fjärilsart som beskrevs av Frederick DuCane Godman och Osbert Salvin 1879. Patricia demylus ingår i släktet Patricia och familjen praktfjärilar. Inga underarter finns listade i Catalogue of Life.